# Rubroscirus denmarki
Rubroscirus denmarki är en spindeldjursart som först beskrevs av Frank Jason Smiley 1992.  Rubroscirus denmarki ingår i släktet Rubroscirus och familjen Cunaxidae. Inga underarter finns listade i Catalogue of Life.